# Chapelle Saint-Elzéar de Montfuron
La chapelle Saint-Elzéar de Montfuron est une chapelle romane située sur la commune de Montfuron dans le département des Alpes-de-Haute-Provence. 

## Histoire
La chapelle est classée au titre des monuments historiques par arrêté du 9 juillet 1981.
Des divergences sur sa datation apparaissent entre les auteurs : elle peut dater en partie du XIIIe siècle, mais des ajouts postérieurs sont incontestables.
Elle sert aujourd'hui de salle communale à Montfuron.